# トモトシ
トモトシ（1983年〜）は日本の現代アーティスト。

## 経歴
山口県生まれ。2007年、豊橋技術科学大学工学部建築工学課程卒業。2014年から美術作品の制作をはじめ、2016年「ゲンロン カオス*ラウンジ 新芸術校」修了。
2020年からTOMO都市美術館を運営。

## 展覧会
- 「わたしをもっと見て」（2014年、gallery SPACEKIDS）[4]
- 「tttv」（2018年、中央本線画廊）[5]
- 「美しくあいまいな日本の私たち」（2019年、目黒rusu）
- 「富士山展1.0 来るべき未来のために」（2018年、AWAJI Cafe & Gallery）
- 「グロイスフィッシングクラブ 鯛 切断芸術運動というシミュレーショニズム」（2018年、中野ZERO）
- 「情の時代 あいちトリエンナーレ2019」

## 受賞
- 「デイリーポータルZ 新人賞2020」優秀賞
- 「イメージフォーラム・フェスティバル2019」観客賞
- 「WIRED CREATIVE HACK AWARD 2019」準グランプリ[4]

## 主な作品
《セブンイレブンで、セブンイレブンを買う》(2018)
画廊向かいのセブンイレブンで調達した写真プリントを使い、向かいのセブンイレブンの写真を印刷。画廊の外観に貼り付けた。